# ستاد مرکزی ناتو
ستاد مرکزی ناتو (Boulevard Léopold III) مرکز سیاسی و اداری سازمان پیمان آتلانتیک شمالی (ناتو) است. پس از مکان‌های قبلی در لندن و پاریس، از سال ۱۹۶۷ در بروکسل، در مجتمعی در هارن، بخشی از شهر بروکسل، در امتداد بلوار لئوپولد سوم، مستقر شده است.
کارکنان این ستاد متشکل از هیئت‌های ملی کشورهای عضو ناتو و شامل دفاتر ارتباطات غیرنظامی، نظامی و افسران یا مأموریت‌های دیپلماتیک و دیپلمات‌های کشورهای شریک، همچنین ستاد بین‌المللی و ستاد نظامی بین‌المللی است که از اعضای در حال خدمت نیروهای مسلح کشورهای عضو تشکیل شده‌اند. گروه‌های شهروندی غیردولتی نیز در حمایت از ناتو، عمدتاً تحت پرچم جنبش شورای آتلانتیک/انجمن پیمان آتلانتیک، رشد کرده‌اند.